# Eremotylus perdix
Eremotylus perdix är en stekelart som beskrevs av Ian D. Gauld och Mitchell 1981. Eremotylus perdix ingår i släktet Eremotylus och familjen brokparasitsteklar. Inga underarter finns listade i Catalogue of Life.